# La rivincita del campione
La rivincita del campione (Resurrecting the Champ) è un film del 2007 diretto da Rod Lurie con Samuel L. Jackson e Josh Hartnett.

## Trama
Erik Kernan, un giovane giornalista di una rivista sportiva, dedica una lunga intervista ad un senzatetto che afferma di essere un ex-contendente al titolo dei pesi massimi di boxe di nome Satterfield. In seguito all'intervista l'articolo viene pubblicato in prima pagina e il giornalista ottiene in questo modo un grande successo comparendo anche in televisione. In seguito a controlli più accurati viene appurato che il senzatetto non è chi dice di essere, ma Tommy Kincaid, un pugile di minor successo che in passato aveva anche combattuto con Satterfield. Erik cade quindi in disgrazia, riceve una denuncia dal figlio di Satterfield e perde la stima di suo figlio. Dovrà dunque scrivere un articolo in cui ritratta tutto, ma riuscirà a riguadagnare la fiducia del figlio. Kincaid invece morirà di stenti.

## Produzione

### Budget e botteghino
Il film ha avuto un budget di 13 milioni di dollari, guadagnando solo 3,1 milioni negli Stati Uniti d'America e meno di 70.000 dollari nel resto del mondo.

### Riprese
Le riprese del film sono iniziate il 19 giugno del 2006 e si sono svolte negli Stati Uniti d'America, nella città di Denver, ed in Canada, a Calgary.

## Riconoscimenti
- 2008 - Young Artist Awards
  - Nomination per la Miglior attrice sotto i dieci anni
- 2008 - ESPY Awards
  - Nomination per il Miglior film sportivo